# Luciano Benetton
Luciano Benetton (Treviso, 13 maggio 1935) è un imprenditore, politico e dirigente sportivo italiano, fondatore del Gruppo Benetton e senatore per il Partito Repubblicano Italiano dal 1992 al 1994. 
Secondo Forbes, nel 2019 è l'877° uomo più ricco del mondo con un patrimonio stimato di 2,8 miliardi di dollari..

## Biografia
Nato nel 1935 a Treviso, primogenito di Leone Benetton e Rosa Carniato, Luciano Benetton ha dato inizio nel 1965, insieme ai fratelli Giuliana, Gilberto e Carlo, all'attività delle Maglierie Benetton, società oggi presente nei principali mercati del mondo con oltre 6.000 punti vendita. Siede nel consiglio di amministrazione di Edizione srl, la holding finanziaria di famiglia.
È stato Senatore della Repubblica nella XI Legislatura, dal 1992 al 1994, eletto nelle file del Partito Repubblicano Italiano.
Nel maggio 2013, a dieci anni esatti dall’annuncio di Luciano Benetton («Passo indietro della famiglia, più potere ai manager»), si completa il passaggio e nel consiglio di amministrazione i quattro fratelli Benetton lasciano il posto ai rispettivi figli. A Luciano subentra Alessandro, già da alcuni anni presente nel consiglio d'amministrazione e dall'aprile 2012 presidente di Benetton Group. Nel maggio 2014, Alessandro Benetton lascia la presidenza della società e a novembre 2016 esce anche dal consiglio di amministrazione per divergenze strategiche con la famiglia. Alla presidenza viene nominato Francesco Gori mentre nel maggio 2017 a Tommaso Brusò viene conferito l'incarico di direttore operativo. 
Nel febbraio 2018, dopo le difficoltà finanziarie incontrate dal gruppo con una perdita record nel 2017 di 180 milioni, Luciano Benetton rientra nel CdA dell'azienda a 83 anni ed è nominato presidente esecutivo, occupandosi in particolare dell'attività commerciale, dei negozi e, insieme a Oliviero Toscani, della comunicazione. Jean-Charles de Castelbajac è nominato direttore creativo delle collezioni uomo e donna.
Il 14 agosto 2018 avviene il crollo del viadotto Polcevera a Genova (noto anche come Ponte Morandi) che provoca 43 morti e 566 sfollati. Scoppia la polemica sulle concessioni date a suo tempo alla società Autostrade per l'Italia, controllate dai Benetton attraverso Atlantia; all'interno del governo Conte si alzano voci che ne chiedono la revoca. L'aspra polemica si protrae nel tempo e porta nel settembre 2019 alle dimissioni di Giovanni Castellucci dai ruoli di amministratore delegato e direttore generale di Atlantia con una buonuscita di 13 milioni.
Nel novembre 2019, Luciano Benetton invia una lettera ai maggiori quotidiani italiani in cui parla di "campagna d'odio" che si è scatenata sulla sua famiglia, definisce i Benetton "parte lesa" rispetto alle vicende di Genova perché "nessun componente della famiglia Benetton ha mai gestito Autostrade". Ancora: "Non cerco giustificazioni, da quanto sembra l'organizzazione di Autostrade si è dimostrata non all'altezza, non è stato mantenuto il controllo necessario a tenere i settori di un sistema così complesso. Una struttura è fatta di uomini e qualche mela marcia può celarsi dappertutto". Una lettera che ha suscitato anche polemiche.

### Attività nello sport
Entrato come sponsor di Michele Alboreto nel 1981 e successivamente delle scuderie Tyrrell (1983) e Alfa Romeo (1984 e 1985), nel 1985 il Gruppo Benetton, sotto la guida di Luciano, entrò nella Formula 1 tramite l'acquisizione delle scuderie Toleman e Spirit, fondando la Benetton Formula. La direzione del team venne affidata a Flavio Briatore. Negli anni '80 e '90 la Benetton fu protagonista nel mondo delle corse, conquistando due mondiali piloti (nel 1994 e 1995) e un mondiale costruttori e, soprattutto, lanciò la carriera del pilota tedesco Michael Schumacher, campione indiscusso degli anni '90 e 2000. In totale la scuderia di Luciano Benetton vinse 27 Gran Premi su 260 gare. Fra i piloti che gareggiarono con tale scuderie, oltre al citato Schumacher, troviamo Giancarlo Fisichella, Nelson Piquet, Jean Alesi, Gerhard Berger.
A causa degli scarsi successi e dei costi sempre maggiori di partecipazione nel mondiale, la scuderia venne ceduta, nel 2000, alla Renault F1, pur rimanendo la denominazione del team Benetton fino alla fine della stagione 2001.
Parallelamente all'attività nell'automobilismo, Luciano Benetton affiancò il rugby. Già nel 1979 il Gruppo Benetton divenne sponsor del Rugby Treviso per poi decidere di acquisirlo trasformandolo nella Benetton Rugby Treviso.

### Mecenatismo
La Fondazione Benetton Studi Ricerche ha sviluppato la collezione Imago Mundi, progetto culturale non profit che guarda ai nuovi orizzonti d'arte mondiali per realizzare una propria e particolare catalogazione delle varie poetiche, dei linguaggi e delle opere.
Commissionando le opere ad artisti affermati o esordienti di differenti paesi, ne è risultata una vastissima raccolta di Arte contemporanea di migliaia di opere legate dall’unico vincolo dell'omogeneità di formato (10×12 cm).
La collezione dei dipinti, la cui struttura espositiva è stata progettata dall’architetto Tobia Scarpa, ha partecipato a rassegne ed esposizioni in collaborazione con istituti privati e pubblici in tutto il mondo.

## Vita privata
È padre di cinque figli: Mauro (15 giugno 1962), Alessandro (2 marzo 1964), Rossella (23 giugno 1965) e Rocco (29 settembre 1969), nati dal suo matrimonio con Maria Teresa Maestri, e Brando, nato dalla sua relazione con l'imprenditrice Marina Salamon.

## Riconoscimenti
- 10 giugno 1992:

Master in Business Administration Honoris Causa Instituto de Empresa, Madrid
- 22 maggio 1994:

Laurea Honoris Causa in Legge Boston University
- 19 maggio 1995:

Laurea Honoris Causa in Economia aziendale Università Ca' Foscari di Venezia
- 18 aprile 2000:

GEI (Gruppo Esponenti Italiani) Award New York
- 30 ottobre 2000:

Premio Tiepolo Fiat Ibérica, Madrid
- 27 marzo 2007:

Laurea Honoris Causa in Comunicazione Universidad de las Comunicaciones del Cile (UNIACC).

## Controversie
Nel 1993 la Procura di Milano trasmise al Senato la richiesta di autorizzazione a procedere nei confronti di Benetton, accusato di aver favorito con manovre finanziarie illecite il fallimento dell'azienda di abbigliamento Fiorucci S.p.A., a cui era legato come membro del consiglio di amministrazione.
In Argentina è uno dei più importanti proprietari terrieri; come documentato dalla televisione France 5 in un servizio del 2010 alleva con sfruttamento intensivo migliaia di pecore con criteri che possono essere ritenuti poco ecosostenibili. È inoltre coinvolto in un contenzioso aperto con le popolazioni indigene locali, i Mapuche, sulle modalità di appropriazione di estesi terreni in Patagonia, come documentato dalla trasmissione televisiva Report in un servizio andato in onda il 7 giugno 2009.